# 氷見敦子
氷見 敦子（ひみ あつこ、1955年2月16日 - 1985年10月6日）は、日本の詩人。
大阪府寝屋川市生まれ。フェリス女学院大学文学部英文学科卒業。同大学で講師だった詩人・中桐雅夫に師事。1980年代に入って、詩誌「時計店」（岩佐なを、藤田栄史郎、長岡弘志、小方正法ほか）、「射撃祭」（高木秋尾、近藤洋太、秋元忍、和田博文ほか）、「SCOPE」（野沢啓、上久保正敏、近藤洋太、須永紀子、山口眞理子ほか）に所属、詩やエッセイを発表する。1980年、荒川洋治が立ち上げた出版社・紫陽社から最初の詩集『石垣のある風景』を刊行。
悪性腫瘍に罹患し、1985年に30歳で死去。

## 著書
詩集
- 『石垣のある風景』紫陽社、1980年
- 『水の人事』ワニ・プロダクション、1982年
- 『パーティ』七月堂、1983年
- 『柔らかい首の女』一風堂、1984年
- 『氷見敦子詩集』思潮社、1986年

詩画集
- 『異性の内側』あとりえ・のおと、1983年（銅版画：岩佐なを）

全集
- 『氷見敦子全集』思潮社、1991年